# Kacy Hill
Kacy Hill est une chanteuse, auteur-compositrice américaine née le 1er mai 1994 à Phoenix aux États-Unis.

## Biographie
Kacy Hill est originaire de la ville de Phoenix en Arizona. Durant sa jeunesse, elle apprend à jouer du hautbois et du saxophone et chante dans une chorale. À l'âge de seize ans, elle est l'assistante d'un photographe de mariage et pose également pour des catalogues de robes de mariées.
En novembre 2012, alors qu'elle vient de s'installer à Los Angeles, elle rencontre les directeurs artistiques de la marque American Apparel et commence à poser pour la marque. Grâce à ces photographies, Kacy Hill est repérée par Vanessa Beecroft, directrice artistique de la tournée The Yeezus Tour (en) du rappeur Kanye West,. Elle est engagée « pour tenir des poses statiques – et dénudées – sur scène ».
Elle poste sa première chanson auto-produite, Experience, sur YouTube et SoundCloud en septembre 2014. Kanye West décide alors de lui faire signer un contrat avec son label GOOD Music. Son premier EP, Bloo (en) sort le 9 octobre 2015 et est co-produit avec le label Def Jam Recordings.
En 2016, elle assure la première partie du chanteur Jack Garratt et est à l'affiche du festival South by Southwest. Le rappeur Travis Scott publie la chanson 90210 (en) en featuring avec Kacy Hill. La même année, elle fait la publicité de la marque Calvin Klein.
Elle publie deux chansons en mai 2017 avant de sortir son premier album studio, Like a Woman (en), le mois suivant. Kanye West en est le producteur exécutif,. Lors de l'édition 2018 des MTV Video Music Awards, elle est nommée dans la catégorie « Artiste Push de l'année ».
Kacy sort son second album studio, Is It Selfish If We talk about Me again, le 19 juin 2020. L'album sort en indépendant, Kacy ayant quitté le label de Kanye la même année.

## Discographie

### Album studio
- 2017 : Like a Woman (en)

### EP
- 2015 : Bloo (en)
- 2020 : Is It Selfish If We talk about Me again